# Nome de l'Oryx

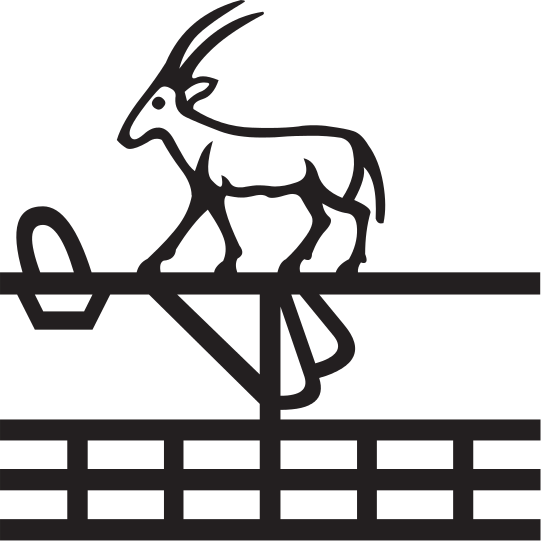
Hiéroglyphe symbole du Nome.

Le nome de l'Oryx (Mḥt) est l'un des 42 nomes (division administrative) de l'Égypte antique. C'est l'un des vingt-deux nomes de la Haute-Égypte et il porte le numéro seize.

On confond souvent l'emblème du nome, l'oryx (mȝ-ḥḏ déformé en Mḥt), avec une gazelle (gḥs).

## Géographie
Ce nome faisait moins de 42 km de long selon la liste des nomes de Sésostris Ier. Le nome était situé entre le nome du Lièvre (15e) au sud et le nome du Chacal (17e) au nord.

## Histoire
Le nome est mentionné sur des vases retrouvés dans le complexe pyramidal du roi Djéser, qui régna au début de l'Ancien Empire. Dans la nécropole située près de Zaouiet el-Meïtin, utilisée de la période prédynastique à la période ptolémaïque, furent enterrés les gouverneurs locaux et des fonctionnaires de la VIe dynastie, dont plusieurs ont exercé à la capitale Memphis. Les élites cultivées du nome était attachée à la royauté et aux fonctiones palatiales, une tradition poursuivie au Moyen Empire. Une autre ville, fondée par Khéops (à moins qu'il se soit approprié un domaine de son père Snéfrou) et nommée Menat-Khoufou ; sa localisation n'est pas certaine mais elle devait probablement être située du côté d'Al-Minya.
L'essentiel de l'histoire de ce nome au Moyen Empire provient des tombes rupestres de ses nomarques, enterrées à Beni Hassan. Comme beaucoup d'autres nomes, le nome de l'Oryx prit de l'importance durant la Première Période intermédiaire, époque marquée par le déclin du pouvoir royal et le renforcement de l'influence des gouverneurs locaux. À la fin de cette période, alors que la XIe dynastie thébaine était sur le point de vaincre la Xe dynastie rivale d'Héracléopolis Magna, le nomarque du nome de l'Oryx, Baqet III, abandonna la neutralité pour se tourner vers les Thébains. Les nomarques suivants ont réussi à amasser une quantité considérable de richesses entre la fin de la XIe et le milieu de la XIIe dynastie, comme le montrent leurs tombes grandes et finement décorées à Beni Hassan ; certains de ces gouverneurs, comme Khnoumhotep II, occupaient également la fonction nationale de surveillant du désert oriental. Pendant le règne hautement centralisé du pharaon Sésostris III, le pouvoir des nomarques du nome de l'Oryx a peut-être diminué de façon spectaculaire, car aucune sépulture de gouverneur n'a été trouvée après son règne. 
Au cours de la Deuxième Période intermédiaire, ce nome est devenu une partie du 15e nome de Haute-Égypte et a disparu en tant qu'unité administrative à part entière.
À partir du Nouvel Empire, la nécropole pricipale du nome devient celle du côté d'Akoris, les tombes de l'élite pendant la Basse-Époque y sont notamment relativement bien connues. Cette ville d'Akoris a connu sa plus grande expansion pendant la période ptolémaïque.

## Divinités locales
Les principales divinités locales sont les suivantes :
- à Herwer : Khnoum[14] et Heqet[15],
- à Menat-Khoufou : Khnoum[6],
- à Néfrousy : Hathor « dame de Néfrousy »[9],
- à Hebenou : Horus de Hebenou d'après la liste des nomes de Sésostris Ier et les tombes de Zaouiet el-Meïtin[16],
- au Speos Artemidos : Pachet[17],
- à Akoris :
  - un Sérapéum : Apis[18],
  - speos d'Hathor[18],
  - speos de Sobek-Soukhos et Amon[18],
  - spéos nord : Hathor, Sobek-Soukhos et Amon[5],
  - grotte d'Isis Môchias[5].

## Nomarques notables
Les nomarques du Moyen Empire, enterrés dans la nécropole de Beni Hassan, sont les suivants :
- Râmouchenti (XIe dynastie),
- Baqet III (XIe dynastie, fils du précédent),
- Khéty (en) (XIe dynastie-XIIe dynastie, fils du précédent),
- Khnoumhotep Ier (XIIe dynastie),
- Nakhti (nomarque) (XIIe dynastie, fils du précédent),
- Amenemhat (XIIe dynastie),
- Netjernakht (en) (XIIe dynastie),
- Khnoumhotep II (XIIe dynastie, fils de Nakhti),
- Khnoumhotep III (XIIe dynastie, fils du précédent),
- Khnoumhotep IV (XIIe dynastie, frère du précédent).

## Villes principales
- Menat-Khoufou (proche d'Al-Minya)
- Hebenou

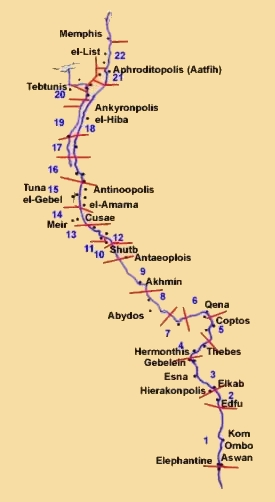
Les nomes de Haute-Égypte

  - Zaouiet el-Meïtin (pyramide provinciale et nécropole)
- Herwer
  - Speos Artemidos (temple)
  - Beni Hassan (nécropole)
- Akoris
- Néfrousy
- Theodosiopolis (en)
- Pentalis (village moderne de Bihdal)
- Skordon (village moderne de Dimshaw Hashim)
- Ereithis (village moderne de Ridah)
- Kirka (village moderne d'Abou Qirqas)
- Tlethmis (village moderne d'Itlidim)